# Comuna Tubilți
Tubilți (în ucraineană Тубільці) este o comună în raionul Cerkasî, regiunea Cerkasî, Ucraina, formată din satele Berezneakî, Hreșceatîk, Pervomaiske și Tubilți (reședința).

## Demografie
Componența lingvistică a comunei Tubilți
     Ucraineană (97,67%)
     Rusă (2,09%)
     Alte limbi (0,14%)
Conform recensământului din 2001, majoritatea populației comunei Tubilți era vorbitoare de ucraineană (97,67%), existând în minoritate și vorbitori de rusă (2,09%).